# Глобинская городская община
Глобинская городская община (укр. Глобинська міська громада) — территориальная община в Украине, в Кременчугском районе Полтавской области. Административный центр — город Глобино. Общество базируется на части бывшего Глобинского района Полтавской области.
Образована 13 августа 2015 путем объединения Глобинского горсовета, Бабичевского, Борисовского, Жуковского, Опришковского и Пироговского сельсоветов Глобинского районаРешение Полтавского областного совета от 13 августа 2015 года.
Площадь общины — 1197,727 км², население — 25 747 жителей (2020).

## География и природа

###### Расположение
Глобинская городская территориальная община находится в пределах Приднепровской низменности, Левобережно-Днепровской зоны лесостепи. Площадь общины составляет 1197,727 км. Её территория граничит с Градижской, Семеновской, Песчанской, Омельницкой, Новогалещинской, Козельщинской, Решетиловской, Белоцерковской, Великобагачанской территориальными общинами Полтавской области.
В состав общины входит 65 населенных пунктов: город Глобино и 64 села.
Расстояние от центра общины, города Глобино, до областного центра, Полтавы, составляет 123 км, до ближайших городов областного значения: Кременчуг — 45 км, Горишние Плавни — 55 км.

###### Водотоки и водоемы
По территории общины протекают 4 малые реки: Сухой Омельничок, Сухой Кагамлык, Хорол и Псел. Сухой Омельничек и Сухой Кагамлык прерываются болотами и прудами. На стадии пересыхания находится река Хорол.

###### Лесные ресурсы
На территории общины есть леса (близ сел Манжелия, Ламане, Федоровка, Иваново Селище, Радаловка), небольшие перелески и полезащитные лесополосы.

###### Природно-заповедный фонд
На территории общины расположены 6 заказников местного значения: гидрологический заказник «Устье Хорола» (с. Поповка), ботанические заказники «Угол» (с. Поповка), «Глубочанский» (с. Глубокое), «Манжелиевский» (с. Манжелия), ландшафтные заказники «Заможненский» (с. Заможное) и «Псельский» (между селами Заможное и Манжелия).
Одним из природоохранных объектов на территории общины является Устимовский дендрологический парк, имеющий общегосударственное значение. На территории парка общей площадью всего 8,9 га произрастает более 12 тысяч деревьев и кустов.

## Населенные пункты
В состав общины входят 1 город (Глобино) и 64 села: Бабичовка, Багны, Балабушины Вербы, Битаково Озеро, Борисы, Великие Крынки, Веселая Долина, Ветки, Глубокое, Глушково-Второе, Гуляйполе, Демидовка, Демченки, Жорняки, Жуки, Заможное, Заречное, Землянки, Зубани, Иваново Селище, Ковнировщина, Коломицовка, Кордубаново, Корещина, Купьеватое, Ламаное, Лубенщина, Лукашовка, Майдановка, Малиновка, Манжелия, Маниловское, Марьино, Махновка, Набережное, Новый Выселок, Новостройка, Новодорожное, Новомосковское, Новоселовка, Обозновка, Опришки, Павловка, Пироги, Петровка, Поповка, Пузыково, Пустовойдамы, Сиротенко, Сиренко, Старый Хутор, Степное, Троицкое, Турбаи, Устимовка, Федоровка, Черевани, Шевченко, Шепеловка, Яроши.
Самым большим населенным пунктом общины является город Глобино, где проживает 9,3 тыс. человек. Села с наибольшим количеством жителей: Великие Крынки — 1776 человек, Пустовойтово — 875 человек, Манжелия — 787 человек, Веселая Долина — 631 человек, Пироги — 594 человека.

## Инфраструктура

###### Здравоохранение
На территории Глобинского городского территориального общества функционирует 1 больница, 7 амбулаторий общей практики семейной медицины и 29 сельских ФАПов. Население общины обслуживает 16 семейных врачей.

###### Транспорт
Лобинская городская территориальная община имеет развитую дорожно-транспортную инфраструктуру с разветвленной сетью дорог местного значения. Протяженность дорог на территории общины составляет: государственные дороги — 26,7 км; областные — 198,284 км, районные — 95,9 км; в пределах населенных пунктов — 323,775 км.
По территории общины пролегают 3 дороги территориального значения: Т 1716; Т 1721 г.; Т 1717 года.
Действуют 3 городских автобусных маршрута, 9 маршрутов пригородного сообщения и 17 междугородных маршрутов.
По территории общины также проходит железнодорожный путь участка Кременчуг-Ромодан ЮЖД, на котором расположены железнодорожная станция Глобино, платформы Черевани и Устиновка.

## Образование
Общее среднее образование общины представлено 25 образовательными учреждениями, где обучается 2784 ребёнка (на 2020 год). Охват школьным образованием в обществе составляет 100 %. Дети, проживающие в отдаленных населенных пунктах, обеспечены автобусной перевозкой. В обществе функционирует 13 дошкольных учебных заведений и 5 учебно-воспитательных комплексов на базе общеобразовательного учреждения

## Культура
В общине действуют 26 домов культуры, 25 библиотек, 2 школы искусств.